# Hozenstraat
De Hozenstraat of De Hozze is een relatief "nieuwe" straat in het oude centrum van Bredevoort. Het straatje begint als verlenging van de Ambthuiswal en splitst dan in twee richtingen, de ene kant naar 't Zand met een steeg naar de Gasthuisstraat (de voormalige Ganzenmarkt, de andere kant splitst de straat voor de tweede keer, wederom naar 't Zand, maar ook naar de Izermanstraat waar de straat eindigt.

## Monumenten
In de Hozenstraat staan vakwerkhuisjes die op de rijksmonumentenlijst geplaatst zijn. Daarnaast heeft het straatje met acht gemeentelijk monumenten een relatief hoge monumentendichtheid.

## Geschiedenis

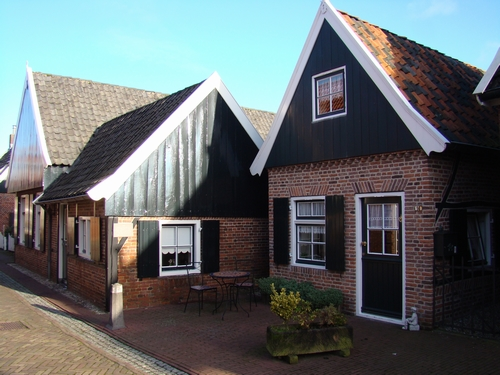
Rijksmonumentale huisjes in de Hozenstraat

De Hozenstraat kon aan het einde van de 17e eeuw worden aangelegd na de uitbreiding van de vestingwerken van Bredevoort. De oude stadsmuur werd gesloopt nadat een aarden stadswal geheel rondom het Kasteel Bredevoort werd aangelegd. Door de vrijgekomen ruimte tussen het kasteel en de stadswal ontstond een doodlopend straatje, als een kous, het Bredevoortse woord waar de straat haar naam aan dankt, Hozze. De vrijgekomen ruimte werd voornamelijk bewoond door mensen van de Joodse gemeenschap. Na het dempen van de kasteelgrachten hadden de Joden dan ook een begraafplaats op De Hozze, de eerste Synagoge van Bredevoort werd in gebruik genomen op de aangrenzende Ganzenmarkt.
Ambthuiswal · Ambtshof · Bastionstraat · Bleekwal · Boterstraat · Frederik Hendrikstraat · Ganzenmarkt · Gasthuisstraat · Hozenstraat · Izermanstraat · Kerkstraat · Kleine Gracht · Kloosterdijk · Koppelstraat · Kruittorenstraat · Landstraat · Markt · Muizenstraat · Officierstraat · Pater Jan de Vriesstraat ·  Prins Mauritsstraat · Prinsenstraat · Roelvinkstraat · Stadsbroek · Stationsweg · Vismarkt · 't Walletje · 't Zand